# Hanns Joachim Friedrichs
Hanns Joachim "Hajo" Friedrichs (Hamm, 15 de marzo de 1927-Hamburgo, 28 de marzo de 1995) fue un periodista alemán. Fue presentador del noticiero de televisión Tagesthemen.

## Biografía
Nacido en Hamm, Friedrichs asistió por primera vez a la escuela primaria humanística Hammonense en Hamm und zog, Westfalia, y se mudó -después de que su padre fuera destituido del cargo de alcalde de Pelkum por los nazis- primero a Hamm y luego a Herford; allí aprobó sus niveles A un año después de iniciar la Segunda Guerra Mundial, después de que su diploma de escuela secundaria en el Hennebergisches Gymnasium en Schleusingen, Turingia, no fuera reconocido. Antes del final de la guerra todavía era ayudante de la fuerza aérea, oficial de trabajo y soldado; al final de la guerra fue hecho prisionero de guerra brevemente. Posteriormente completó una pasantía en el diario Telegraf de Berlín. Llegó a Londres en la primavera de 1949 a través de un curso de formación avanzada sobre democracia parlamentaria , donde escribió su primer texto para la BBC. En el otoño de 1950, la BBC lo contactó para contratarlo como editor de noticias para el servicio alemán de la BBC durante tres años.
Friedrichs fue visto por primera vez en las pantallas alemanas en 1954 durante una transmisión en el 80 cumpleaños de Winston Churchill. En 1955 comenzó a trabajar como corresponsal y reportero del Nordwestdeutscher Rundfunk en Colonia. También presentó la revista regional Here and Today. Después de ser contratado por ZDF en 1964, fue anfitrión del noticiero Today desde 1969 y fue director de deportes en ZDF desde 1973. En 1985 Friedrichs se cambió a ARD. Fue contratado como presentador del noticiero Tagesthemen, que alternó con Ulrike Wolf y luego con Sabine Christiansen. Ulrich Wickert se convirtió en su sucesor el 1 de julio de 1991.
En 1988, Friedrichs pronunció el prólogo de la canción Gehet zu und Vermehret dich de Udo Jürgens, quien, en vista del aumento de la población mundial, examinó críticamente la moral sexual de la Iglesia católica. Fue escuchado en 1988 en la versión de estudio del álbum Das Blaue de Udo Jürgens, y en 1990 en los álbumes en vivo Live - ohne Maske y 1992 Open Air Symphony, en los que el prólogo de Friedrichs fue grabado en cinta, mientras Jürgens y la orquesta interpetaban en vivo.
En la noche del 9 de octubre de 1989, anunció en el Tagesthemen el reportaje de la "Marcha de los 70.000" manifestantes en el centro de la ciudad de Leipzig, filmado en secreto desde la torre de la Iglesia Reformada, con las palabras "El equipo de cine italiano nos pasó ... ".
El 9 de noviembre de 1989 inició el noticiero de la siguiente manera, anunciando la caída del Muro de Berlín: Im Umgang mit Superlativen ist Vorsicht geboten, sie nutzen sich leicht ab. Aber heute darf man einen riskieren: Dieser 9. November ist ein historischer Tag. Die DDR hat mitgeteilt, dass ihre Grenzen ab sofort für jedermann geöffnet sind, die Tore in der Mauer stehen weit offen. (“Cuidado con los superlativos, se desgastan con facilidad. Pero hoy puedes arriesgarte: este 9 de noviembre es un día histórico. La RDA ha anunciado que sus fronteras ya están abiertas para todos, las puertas del muro están abiertas de par en par”. A las 10:42 pm cuando comenzó la transmisión, este mensaje aún no era aplicable. En el intercambio posterior con Robin Lautenbach, que estaba de pie en el cruce fronterizo de Invalidenstrasse, no se vio nada de esto. Fue solo después de que Friedrich hizo esta declaración muchas personas llegaron a los cruces fronterizos a ambos lados de la frontera y el Muro de Berlín fue derribado.
Hanns Joachim Friedrichs murió por cáncer de pulmón la mañana del 28 de marzo de 1995 alrededor de la 1 a. m. , de lo que se enteró el 27 de diciembre de 1994. Fue enterrado en el cementerio Nienstedten de Hamburgo. La revista Der Spiegel tuvo una última conversación con él en 1995 e hizo un artículo de portada, un día después de la publicación del número correspondiente de Spiegel, Friedrichs murió.
Ese mismo año se concedió por primera vez el premio Hanns Joachim Friedrichs a la labor periodística. El lema bajo el que se otorga anualmente el premio desde entonces se remonta a una célebre frase de Friedrichs: “Se puede reconocer a un buen periodista por el hecho de que no tiene algo en común, ni siquiera con una buena causa; que está allí en todas partes, pero que no pertenece a ninguna parte.” Así es como se cita a menudo a Friedrichs. Más tarde, una entrevista de Der Spiegel que apareció poco antes de su muerte fue vista a menudo como el origen de la cita:

“Eso es lo que aprendí en mis cinco años en la BBC en Londres: mantén la distancia, no te hagas en común con algo, ni siquiera con uno bueno, no te preocupes públicamente, mantén la calma al lidiar con desastres sin pasar frío. Ésta es la única forma en que puede lograr que la audiencia confíe en usted, lo convierta en un miembro de la familia, sintonice todas las noches y lo escuche."
- Hanns Joachim Friedrichs: Entrevista con Der Spiegel

De hecho, la cita ya se puede encontrar como propaganda en la parte posterior de la biografía de Friedrichs Journalistenleben de 1994. Sin embargo, del libro se desprende que la cita se remonta esencialmente a Charles Wheeler, uno de los mentores de Friedrich en la BBC británica.

## Premios
- 1975: Reconocimiento de honor como parte del Premio Adolf Grimme a la dirección de Sport-Spiegel
- 1985: Gong de oro para fotografías de América, junto con Dieter Kronzucker
- 1990: Honor especial en el Premio Adolf Grimme

## Obras
- Hanns Joachim Friedrichs (Hrsg.): Illustrierte deutsche Geschichte. Vom Werden einer Nation (Historia alemana ilustrada. Sobre convertirse en nación). Naumann und Göbel, Colonia 1991, ISBN 3-625-10428-8.
- Hanns Joachim Friedrichs (con Harald Wieser): Journalistenleben (Vida periodística). Knaur Taschenbuch, Múnich 1996, ISBN 3-426-75094-5.